# David Derepas
David Derepas (* 9. März 1978 in Dijon) ist ein französischer Cyclocross-, Bahn- und Straßenradrennfahrer.
David Derepas fuhr 1997 bei dem Mountainbike-Team Lapierre. Im Cyclocross wurde im Jahr 2000 französischer Meister in der U23-Klasse und 2002 wurde er Vizemeister der Elite-Klasse. Auf der Straße gewann er bei der Militär-Weltmeisterschaft 1999 die Bronzemedaille im Einzelzeitfahren sowie das Etappenrennen Tour de Dordogne. Von 2000 bis 2002 fuhr er für Phonak Hearing Systems und 2003 wechselte er zu fdjeux.com. Für fdjeux.com startete er 2003 und 2004 beim Giro d’Italia. Auf der Bahn wurde er 2006, 2007, 2009 und 2010 französischer Meister der Steher. 2008 fuhr Derepas für das belgische Continental Team Groupe Gobert.com. In den Folgejahren ist er nicht mehr bei einem UCI-Radsportteam gelistet worden.

## Erfolge

### Cyclocross
2000
- Französischer Meister (U23)

### Bahn
2006
- Französischer Meister – Steher

2007
- Französischer Meister – Steher

2009
- Französischer Meister – Steher

2010
- Französischer Meister – Steher

## Teams
- 1997 Team Lapierre (MTB)
- 2000–2002 Phonak Hearing Systems
- 2003–2004 fdjeux.com
- 2005 Jartazi Granville
- 2006 Jartazi-7Mobile (ab 14.02.)
- 2007 Roubaix Lille Métropole
- 2008 Groupe Gobert.com